# Denkmal der Namen

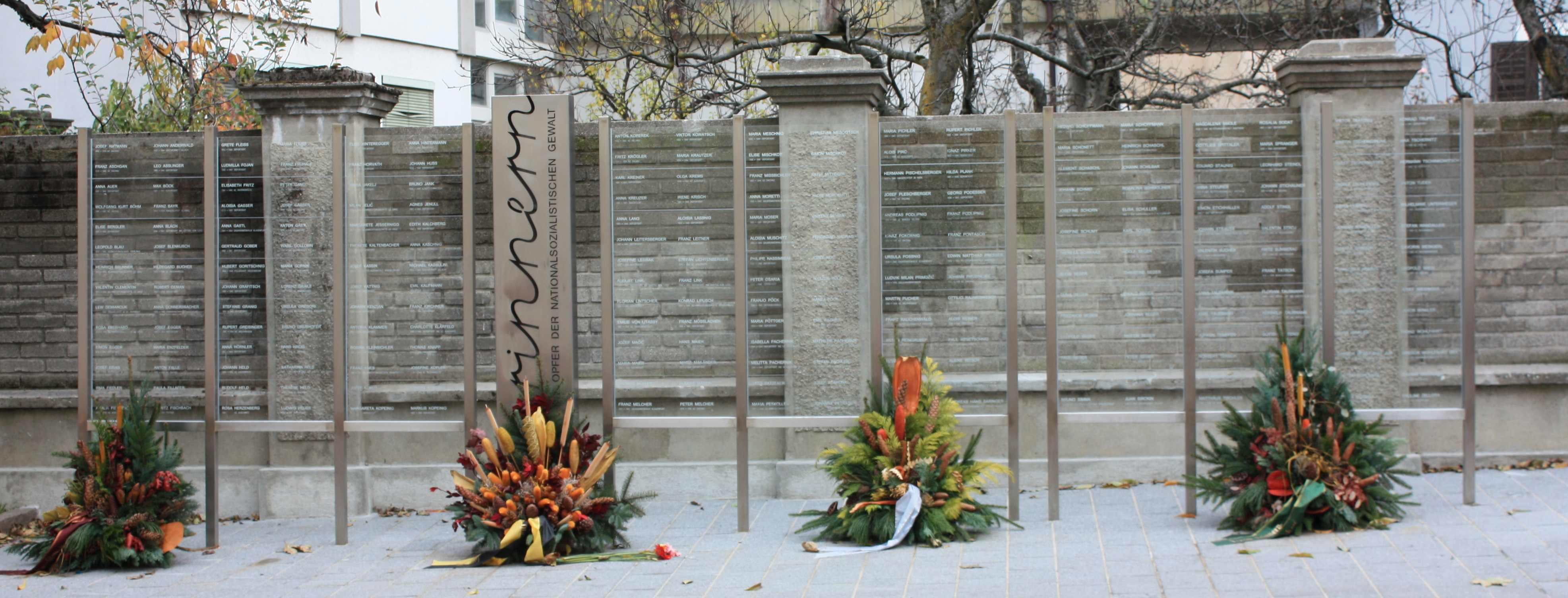
Denkmal der Namen, Villach

Das Denkmal der Namen erinnert an die Opfer des Nationalsozialismus der Stadt und des Bezirkes Villach. Es befindet sich in der Widmanngasse.

## Verein Erinnern
Das Denkmal wurde auf Initiative des Vereins Erinnern errichtet, der die Recherchen über die Opfer durchführte. Die Initiativgruppe wurde 1990 gegründet, der Verein 1996. Mitgründer und Obmann ist Hans Haider (geboren 1943 in Berlin), ein Gymnasiallehrer, der seit 1973 in Villach lebt und arbeitet. Er wurde 2002 pensioniert und arbeitet die Geschichte des NS-Verfolgungsmaßnahmen in Kärnten auf. Er sieht den Verein als Gegenpol zum Kärntner Heimatdienst und den Ulrichsbergstreffen – „um der Erinnerungskultur eine andere Richtung zu geben.“ Weitere Exponenten des Vereins sind Gottfried Berger, Werner Koroschitz, Andrea Launisch und Alexandra Schmidt, die alle ebenfalls an Publikationen des Vereins beteiligt waren. Die Stadt Villach stellt die Infrastruktur für die Vereinsaktivitäten zur Verfügung.
Hauptschwerpunkte des Vereins sind Errichtung, Erhaltung und Erweiterung des Denkmals. Weiters werden Veranstaltungen organisiert, Publikationen herausgegeben und Rundgänge durch die Stadt Villach zu den Orten der nationalsozialistischen Gewalt angeboten, letztere insbesondere für Schulen. Anlässlich des Jahrestages der Novemberpogrome 1938 findet seit 1996 alljährlich eine Gedenkveranstaltung statt. Der Verein arbeitet opfergruppenübergreifend und erfasst sowohl die Schicksale der Opfer von Holocaust und Porajmos als auch von politisch Verfolgten, von Ermordeten der T4-Aktion und anderen Opfern.
2016 wurde der Verein mit dem Kulturpreis der Stadt Villach ausgezeichnet.

## Errichtung, Zerstörungen, Neuerrichtung
Das Denkmal soll die Erinnerung an die Frauen, Männer und Kinder des gesamten Bezirkes Villach wach halten, die zwischen 1938 und 1945 von den Nazis ermordet wurden. Standort ist die Widmanngasse in der Villacher Innenstadt, gegenüber dem Stadtmuseum Villach. Die Enthüllung des Denkmals erfolgte im Frühjahr 1999. Das Denkmal wurde insgesamt mindestens 17-mal zerstört. Hans Haider schildert die Aufklärung einer der Wellen des Vandalismus im Jahre 2010 wie folgt:

„Die Polizei hat die Täter erwischt und es hat sich herausgestellt, dass es keine, wie immer behauptet wurde, ,besoffene G’schicht' war. Es waren Jugendliche aus dem rechten Eck. Sie haben den Schaden beglichen und ich habe auf eine Anzeige verzichtet, weil die Burschen so jung waren. Seitdem ist Ruhe und ich hoffe, es bleibt so.“

Seit der Errichtung wird alljährlich im Oktober eine Gedenkveranstaltung vor dem Denkmal organisiert, zumeist verbunden mit einer Lesung aus Texten von einem oder über ein Opfer. Nach einer Neugestaltung wurde das Denkmal zuletzt 2008 mit nunmehr 252 Namen erneut eingeweiht. Im Mai 2013 wurden die Namen der ermordeten Kinder der Sinti aus Kärnten verlesen.